# Billy Butterfield
Charles William Butterfield (14 de enero de 1917 – 18 de marzo de 1988) fue un trompetista, fliscornista y cornetista estadounidense.

## Biografía
Charles William Butterfield nació en Middletown, Ohio y estudió secundaria en Wyoming. Comenzó a estudiar medicina en el Transylvania College, aunque prefirió dedicarse a la música, formándose como cornetista junto a Frank Simon. Alternó estos estudios hasta que alcanzó el éxito como trompetista.

## Carrera profesional
Comenzó su carrera profesional formando parte de la banda de Austin Wylie. Posteriormente trabajó junto a Bob Crosby (1937–1940), Artie Shaw, Les Brown y Benny Goodman.
Con la banda de Bob Crosby, ocupó inicialmente el puesto de tercer trompetista, detrás de los legendarios Charlie Spivak y Yank Lawson.  Cuando estos dejaron la formación para marcharse a la banda de Tommy Dorsey en 1938, Butterfield tuvo la oportunidad de interpretar como solista el tema escrito por Bob Haggart, bajista de la banda de Crosby, titulado inicialmente "I'm Free."  Posteriormente a la canción se le añadió una letra pasando a ser conocida como "What's New?", convirtiéndose en un clásico de jazz.  La versión de Crosby, con una brillante interpretación de Butterfield, es considerada como una de las principales grabaciones de la era de las Big Bands.
El 7 de octubre de 1940, durante una colaboración con la orquesta de Artie Shaw, Butterfield interpretó lo que fue descrito como un "legendario solo de trompeta" en el exitoso tema "Star Dust". Fue también solista destacado en el grupo Gramercy Five, formado por Shaw. Entre 1943 y 1947, interrumpió su carrera musical para incorporarse al Ejército de los Estados Unidos. Tras finalizar su servicio, Butterfield formó su propia orquesta. El 20 de septiembre de 1944, Capitol Records grabó el estándar de jazz "Moonlight In Vermont", con la voz de Margaret Whiting y los solos de trompeta de Butterfield.  
Butterfield grabó dos álbumes dirigidos por el arreglista Ray Conniff, Conniff Meets Butterfield (1959) y Just Kiddin' Around (1962). Posteriormente grabó dos álbumes más para Columbia Records. 
Desde finales de los años 60 hasta su fallecimiento en 1988, Butterfield formó parte de la World's Greatest Jazz Band, fundada por los antiguos miembros de la banda de Crosby, Yank Lawson y Bob Haggart. También colaboró como invitado, de manera individual, con numerosas bandas, participando además en diversos festivales de jazz.
Butterfield tuvo una aparición en la película Second Chorus (1940) como miembro de la banda de Artie Shaw.
Casado con la cantante Dotty Dare Smith, Butterfield falleció el 18 de marzo de 1988, en North Palm Beach, Florida, a los 71 años de edad.

## Discografía
- Stardusting (Capitol, 1950)
- Billy Butterfield (1955)
- New York Land Dixie (1955)
- They're Playing Our Song (RCA, 1956)
- Session at Riverside (Capitol, 1957)
- Songs Bix Beiderbecke Played (Epic, 1969)
- With Ted Easton's Jazzband (Circle, 1975)
- Watch What Happens (Jazzology, 1977)
- Swinging at the Elks (Fat Cat Jazz, 1978)
- You Can Depend on Me (Fat Cat Jazz, 1980)
- Just Friends (Jazzology, 1982)
- The Incomparable Butterfield Horn (Fat Cat Jazz, 2002)
- Recipe for Romance (Collectors' Choice Music, 2003)
- Soft Strut (Fresh Sound, 2004)
- What Is There to Say (Jasmine, 2005)[7]

Con Buck Clayton
- All the Cats Join In (Columbia, 1956)